# Dhothar
De Dhothar zijn een Jatstam. Dhothar wonen in de Punjab in Pakistan en India. In Pakistan zijn de Dhothar moslim en in India zijn ze sikh.